# Живный, Войцех
Войцех (Адальберт) Живный (чеш. Vojtěch Živný, пол.  Wojciech Żywny, 13 мая 1756, Мшено — 21 февраля 1842, Варшава) — пианист, композитор и музыкальный педагог. Первый учитель Фредерика Шопена.

## Биография
Родился 13 мая 1756 года в городе Мшено. Войцех Живный — чех по происхождению. Обучался гармонии и игре на скрипке и пианино под руководством Яна Кухаржа. Во время правления последнего польского короля Станислава II Августа переехал в Польшу. В течение трёх лет служил учителем музыки при дворе князя Казимира Сапеги. Затем, поселившись в Варшаве, обучал игре на фортепиано. Со временем стал известным и высокоценимым преподавателем, имевшим много учеников, включая тех, кто впоследствии стали известными пианистами.
Живный был близко знаком с семейством Шопенов и стал первым учителем Фредерика Шопена (1816—1822). Исполнительский талант мальчика развивался настолько быстро, что после шести лет работы с ним Живный решил, что уже ничему больше не может научить его, и занятия с ним следует закончить.
Шопен высоко ценил Живного, как преподавателя, и даже после того, как сам стал знаменитым, никогда не забывал о Живном, что многократно подтверждал в своих письмах. Своему первому учителю Шопен посвятил один из созданных им полонезов.
Скончался 21 февраля 1842 года в Варшаве на 85-м году жизни.